# Gungrave (anime)
Gungrave (ガングレイヴ Gangureivu?) es una serie de animación japonesa basada en el videojuego homónimo creado por Yasuhiro Nightow. La serie fue dirigida por Toshiyuki Tsuru, el guion fue escrito por Yōsuke Kuroda, y la animación producida por Madhouse
La serie sigue a Brandon Heat y a Harry MacDowell, los cuales suben en rango en Millennion, un sindicado de crimen organizado de la ciudad. La adaptación a serie de anime fue transmitida en TV Tokyo desde el 6 de octubre de 2003, finalizando el 29 de marzo de 2004, con un total de 26 episodios. Al igual que el videojuego y su secuela (Gungrave: Overdose), la música fue aportada por Tsuneo Imahori, esto también incluye los temas de openings y endings. Fue estrenada en América Latina en la sección Adult Swim de I.Sat el 7 de septiembre de 2009.

## Argumento
La historia comienza trece años después de que Brandon Heat, un hombre que vivía en los suburbios de una decadente ciudad junto con su mejor amigo Harry MacDowell. Tras enemistarse con la gente equivocada, deben huir, sin tener algún sitio al que ir, reciben la propuesta de unirse a Millennion, el mayor sindicato criminal de la mafia de la ciudad. Tras ser traicionado por Harry, Brandon renace como Beyond The Grave, e inicia la búsqueda de su venganza frente a la organización a la que perteneció y al amigo que lo traicionó y va en busca de la hija de su mejor amigo Big Daddy, más conocido como el creador de Millennion.

## Personajes
Brandon Heat (ブランドン・熱 Burandon Hearu?)
Voz por: Tomokazu Seki
Luego de que sus padres y amigos son asesinados, se une a Millennion, junto con su mejor amigo Harry McDowell. Brandon fue entrenado por Walken para ser un sweeper (asesino). Eventualmente forma su propia unidad élite dentro de Millennion llamada "True Grave" (literalmente "La verdadera tumba"). Cuando Harry subió al poder, Brandon seguía siendo leal al sindicato. Brandon enfrenta a Harry por traicionar a la organización, pidiendo respuestas, incapaz de matar a su amigo. En cambio, Harry asesina a Brandon. Brandon fue resucitado por el Dr. Tokioka como Beyond the grave. Su propósito es destruir el sindicato para el que trabajó y destruir al amigo que lo traicionó, y sabe que Mika es hija de su amigo Big Daddy, quien tenía una relación con Maria.
Harry McDowell (ハリー・マクダウェル Harī Makudaueru?)
Voz por: Tsutomu Isobe, Kenji Hamada (adolescente)
Conocido como Bloody Harry (Harry sangriento). Era el líder de una pandilla en su barrio y el mejor amigo de Brandon. Después de cinco años en Millennion, los dos amigos formaron parte del círculo interior de la organización. Allí se esperaba que siguiera un estricto código de conducta, pero Harry ignoró dicho código. Empezó matando y engañando para llegar a la cima de Millennion, en última instancia, asegura su posición matando a su mejor amigo.
Maria Asagi (マリア・アサギ Mariya Asagi?)
Voz por: Kikuko Inoue
Fue novia de Brandon cuando eran jóvenes. Ella vivía con su padre adoptivo Jester, un miembro de Millennion, después de que Jester murió, se mudó con Big Daddy en su villa, con el tiempo y cada vez más cerca de él, se casó con Big Daddy y dio a luz a su hija, Mika. María fue asesinada más tarde por Harry McDowell, en su intento de poner fin a la línea de descendientes de Big Daddy.